# علم بوركينا فاسو
اعتمد علم بوركينا فاسو (بالفرنسية: drapeau du Burkina Faso) في 4 آب - أغسطس من سنة 1984 ويتكون العلم من ثلاثة ألوان هي الأخضر والأحمر والأصفر، العلم هو ملون بألوان القومية الأفريقية الشعبية للعلم الإثيوبي، مما يعكس القطيعة مع الماضي الاستعماري للبلاد ووحدتها مع المستعمرات الأفريقية السابقة الأخرى. يقال أيضًا أن اللون الأحمر يرمز إلى الاشتراكية والثورة الشيوعية والأخضر إلى الإسلام ووفرة الثروات الزراعية والطبيعية، أما النجمة الصفراء الموضوعة في الوسط فترمز إلى الضوء الهادي للثورة كما قيل إنها ترمز إلى الحزب الشيوعي الحاكم في بوركينا فاسو.

## معنى ألوان العلم
- الأحمر: يرمز إلى الاشتراكية والثورة الشيوعية.
- الأخضر: يرمز إلى الغطاء النباتي في بوركينا فاسو كما يرمز كذلك إلى الأغلبية المسلمة في البلاد.
- الأصفر: يرمز إلى ثروة الرواسب المعدنية لبوركينا فاسو.
- ★ النجمة الصفراء: ترمز إلى الضوء الهادي للثورة كما قيل إنها ترمز إلى الحزب الشيوعي الحاكم في بوركينا فاسو.

## التاريخ
احتوى علم فولتا العليا الأصلي المعتمد عند الاستقلال عن فرنسا، على ثلاثة خطوط أفقية من الأسود والأبيض والأحمر. تمثل هذه الألوان الروافد الرئيسية الثلاثة لنهر فولتا، الذي يتدفق جنوبًا عبر البلاد: الفولتا الأسود، الفولتا الأبيض، الفولتا الأحمر.
حل العلم الحالي محل العلم السابق الأسود-الأبيض-الأحمر في عام 1984 عندما قام توماس سانكارا الملقب بـ"تشي غيفارا الأفريقي" بتغيير اسم فولتا العليا إلى بوركينا فاسو، بالإضافة إلى رموز البلاد (النشيد الوطني وشعار النبالة والشعار الوطني والعلم). يتم استخدام ألوان القومية الإفريقية لعلم إثيوبيا مقارنًة بدول الجوار. كان من الممكن أن يكون علم الجبهة الوطنية لتحرير فيتنام الجنوبية بمثابة مصدر إلهام لعلم بوركينا فاسو الجديد. لم يتم التشكيك في تغيير نمط وألوان العلم عقب مقتل توماس سانكارا عام 1987.

## ألوان
| (1984–حتى الآن)                      | أحمر اشتراكي | أصفر معدني | أخضر نباتي |
| ------------------------------------ | ------------ | ---------- | ---------- |
| بانتون                               | 179c         | 115c       | 7739c      |
| النموذج اللوني سيان ماجنتا أصفر أسود | 91-0-100-0   | 0-6-87-0   | 0-86-63-0  |
| النموذج اللوني أحمر أخضر أزرق        | 239-43-45    | 252-209-22 | 0-158-73   |
| ألوان الويب                          | #EF2B2D      | #FCD116    | #009E49    |

## أعلام تاريخية

العلم الاستعماري لفولتا العليا الفرنسية كجزء من إفريقيا الفرنسية مابين عامي 1904-1958
علم فولتا العليا الفرنسية مابين عامي 1958-1960
علم فولتا العليا مابين عامي 1960-1984
علم بوركينا فاسو منذ عام 1984

## أعلام مشابهة

علم بيلاروسيا في ظل نظام ألكسندر لوكاشينكو
علم جزر القمر في ظل نظام علي صويلح
علم مدغشقر